# Laelida
Laelida är ett släkte av skalbaggar. Laelida ingår i familjen långhorningar.
Kladogram enligt Catalogue of Life:
| Laelida | \| \| Laelida alboochracea \| \| \| \| \| \| Laelida antennata \| \| \| \| |
|         | \| \| Laelida alboochracea \| \| \| \| \| \| Laelida antennata \| \| \| \| |
|         | Laelida alboochracea                                                       |
|         |                                                                            |
|         | Laelida antennata                                                          |
|         |                                                                            |